# حميد البغدادي
حميد البغدادي ولد في بغداد في فجر يوم الجمعة 20 محرم 1382 هـ - 23 يونيو 1962 م. وتدرّج في طلب العلم، فدخل الحوزة العلمية في النجف الاشرف مبكرا وحصل على علوم الأدب ومقدمات الفقه والأصول وهاجر عام (1403) في ربيع الأول إلى إيران، واتخذ مدينة قم مستقرّاً ومقاماً، ملتزماً بأمر الدرس والتدريس.

## ومن أساتذته
- في السطوح العالية:

الشيخ ستودة، الشيخ الباياني، الشيخ الفاضل اللنكراني (في الثاني من الكفاية)، الشيخ الاعتمادي، الشيخ هادي آل راضي، السيّد أحمد المددي، الشيخ مصطفى الهرندي.

## حضوره البحث الخارج
حضر الدراسات العليا (البحث الخارج) في عام 1406 هـ، الأصول والفقه

## ومن أساتذته في البحث الخارج
ضياء الدين الاشكوري، محمد الرحمتي، الوحيد الخراساني، الميرزا جواد التبريزي، ناصر مكارم الشيرازي، محمود الشاهرودي المشهور بالهاشمي، كاظم الحائري الشيرازي.

## تدريسه البحث الخارج
في عام 1429 هـ شرع في تدريس البحث الخارج فقهاً وأصولاً لعدد من الفضلاء في الحوزة العلمية بمدينة قم.

## التأليفات
1. الميزان العادل بين الحق والباطل (تحقيق).
2. دراسات في علم الرجال.[1]
3. مقالات في بعض المجلات كرسالة الثقلين ومجلة فقه أهل البيت كتحقيق رسالة في إرث الزوجة ورسالة في سجدتي السهو للسيد محسن الحكيم في مجلة فقه أهل البيت، وآخر غزوات الرسول ﷺ في رسالة الثقلين.
4. الإعداد والتقديم لكتاب «فضل شهر رمضان وإعماله».
5. تراجم لمجموعة من علماء وشخصيات الشيعة: ابن أبي عقيل العماني، الشيخ محمد حسن آل ياسين، شهداء الطف، السيد رضا الهندي وغير ذلك.
6. دراسة عن المدن المقدسة.
7. سلسلة مصطلحات وثقافة قرآنية.
8. مؤلفي الشيعة في إعراب القرآن الكريم.
9. مقالة تأريخية عن البقيع.
10. رجال ابن الغضائري.
11. دراسة عن واقعة فخ.
12. تصانيف الرجال عند الشيعة.
13. بحوث فقهية: (الحبوة وبعض محرمات الإحرام ولاتعاد والولاية على الصغير).
14. مدخل إلى علم الرجال.
15. الصحف الشيعية الصادرة في العراق.
16. دليل مرشد الحج.
17. دراسات رجالية متفرقة.
18. تحقيق رسالة في الدراية للسيد محسن الحكيم.
19. فائدة في معنى رمضان.
20. بحوث ومقالات مختلفة.

## مشايخ الرواية
السيد المرعشي، الشيخ اللنكراني، السيد ضياء الدين الاشكوري، الشيخ الصالحي، حسين علي محفوظ، السيد عبد الستار الحسني.

## انشطة ثقافية
مارس العمل الرسالي في إبلاغ الحقائق الإلهية والتوحيدية والمعارف الحقّة لأهل البيت في مختلف بقاع العالم نذكرها بالترتيب: العراق، الجمهورية الإسلامية الإيرانية في عدّة من محافظاتها ومدنها وقراها، دولة تنزانيا، بروندي، كينيا، مدغشقر، لبنان، سوريا، بالإضافة إلى موسم الحج حيث وفق لزيارة المشاعر المقدسة لما يربو على الخمسة عشرة مرة.